# Signature Move
Als Signature Move kann jede Bewegung im Sport, in der Kunst oder im Unterhaltungsbereich bezeichnet werden, die durch ihre Einzigartigkeit ein typisches „Markenzeichen“ einer Person oder fiktiven Figur ist. Einer der bekanntesten Signature Moves ist Michael Jacksons Tanzschritt Moonwalk, der von Breakdancern entwickelt wurde, aber erst durch Jacksons Bühnenshow bekannt wurde und mit seiner Person verbunden wird.

## Bedeutung
Im Wrestling bezeichnet der Signature Move Griffe, Würfe und andere Aktionen, die nur von bestimmten Wrestlern ausgeführt werden und damit zu einem Markenzeichen dieses Wrestlers werden. Diese Aktionen sind oft, aber nicht immer die so genannten Finishing Moves. Einige Signature Moves finden sich in der Liste von Wrestling-Kampftechniken.
Auch bei Beat ’em ups existieren für bestimmte Computerspielfiguren Bewegungen, die zu einem Markenzeichen werden können. Bei der Computerspielserie Smackdown vs. RAW gibt es für jede Figur einen speziellen Signature Move.